# Mainivka, Bobrovîțea
Mainivka (în ucraineană Майнівка) este un sat în comuna Ozereanî din raionul Bobrovîțea, regiunea Cernihiv, Ucraina.

## Demografie
Componența lingvistică a localității Mainivka
     Ucraineană (98,44%)
     Rusă (1,56%)
Conform recensământului din 2001, majoritatea populației localității Mainivka era vorbitoare de ucraineană (98,44%), existând în minoritate și vorbitori de rusă (1,56%).